# Sinoatriální blokáda
Sinoatriální blokáda (zkratka SA blokáda) je porucha srdečního rytmu, jejímž podkladem je porušené vedení vzruchu ze sinoatriálního uzlu na srdeční předsíně.

## Dělení
Rozlišují se tři stupně SA blokády, jde o analogii AV blokády, tedy poruchy vedení vzruchu z předsíní na komory. Možnosti diagnostiky SA blokády jsou však omezené, neboť na běžném (z povrchu těla snímaném) EKG se projeví elektrická aktivita síní, nikoliv však samotného SA uzlu. Porucha se často vyskytuje jen přechodně, pak je ke stanovení diagnózy nutný dlouhodobější záznam EKG. U SA blokády je normálně zachovalý převod vzruchu z předsíní na komory, na EKG je tady vlna P následovaná QRS komplexem.

## Příčiny
Přechodná porucha vedení se může objevit při předávkování některými léky (srdeční glykosidy, chinidinem či dalšími antiarytmiky), k trvalejší poruše dochází v důsledku degenerativních změn, po zánětech či při ischémii v oblasti SA uzlu.

## Projevy
Mírnější porucha, tedy dokud nedojde k výraznějšímu poklesu tepové frekvence, se obvykle neprojeví. V případě pomalejší srdeční činnosti či několikasekundovým výpadkům činnosti může docházet ke synkopám (krátkodobým poruchám vědomí), přechodným závratím, celkové slabosti, při trvající pomalé činnosti srdeční i k projevům srdečního selhání s dušností a špatnou tolerancí námahy. U nemoci chorého sinu se SA blokáda střídá s rychlou funkcí srdce při tachykardiích vycházejících z předsíní a pacient tak může pociťovat i bušení srdce.

## Léčba
V první řadě je nutné pátrat po příčině, kterou by bylo možno odstranit, zejména upravit dávkování léků. V mnoha případech ale toto řešení není možné. Pokud má nemocný potíže vyplývající z pomalé srdeční činnosti, je řešením implantace kardiostimulátoru, který generuje srdeční vzruchy místo poškozeného SA uzlu a převádí je na předsíně pomocí elektrody zavedené velkou žílou do pravé síně.